# Луї де Дюрфор
Луї де Дюрфор (фр. Louis de Duras; 1641 — 19 квітня 1709) — військовий діяч Англійського королівства, 2-й граф Февершем, лорд Англії, очільник королівської гвардії. Два його брати Жак Анрі і Гі Алдонс були маршалами Франції.

## Життєпис
Походив з гієнського шляхетського роду. П'ятий син Гі Алдонс I де Дюрфора, маркіза Дюра, та Єлизавети (доньки Анрі де ла Тур д'Овернь, герцога Бульонського). Народився 1641 року. Здобув гарну та всебічну освіту, виховувався в кальвіністському дусі (був гугенотом). Згодом отримав титул маркіза Бланфора.
У 1663 році він приїхав до Англії у почті Якова Стюарта, герцога Йорк. Тут був прийнятий на службу. 1664 року став підданим короля Карла II. 1665 року призначено капітаном Третьої роти кінних гвардійців короля. 1673 року отримав титул барона Дюра з Холденбі (маєток в Нортгемптонширі).
У 1673—1674 роках під орудою Джеймса Скотта, герцога Монмута, брав участь у війні проти Голландії. 1676 року оженився на доньці Джорджа Сондеса, графа Февершем, після смерті якого 1677 року спадкував його титул та перство Англії. Також отримав титули барона Троулі та віконта Сондеса. У 1677 році двічі відправлений посланцем до французького короля Людовика XIV. 1678 року призначено заступником командувача англійським військом Джеймса Скотта, герцога Монмута, під час спільних англо-голландських дій проти Франції. 1679 року помирає його дружина. Того ж року отримує посаду шталмейстера королеви Катерини. Невдовзі стає капітаном першої роти кінної гвардії.
1680 року стає лорд-комергером королеви Катерини Португальської (до 1705 року). 1682 року стає лорд-камергером короля. 1685 року зі сходженням на трон Якова Йоркського стає полковником королівської кінної гвардії та членом Таємної ради. Того ж року очолив війська для придушення повстання Монмута, де виявив жорстокість до супротивників. За придушення став кавалером Ордену Підв'язки. 1686 року призначено командувачем армії. 1688 року стає лорд-лейтенантом графства Кент.
Під час Славетної революції залишився вірним королю, але після поразки та втечі того за посередництва Катерини Португальської домовився з новим королем Вільгельмом III про збереження Дюрфором титулів та маєтків. Проте з цього часу не обіймав військових та державних посад.
1698 року призначено очільником Королівській лікарні Святої Катерини біля Тауера. Помер Луї де Дюрфор 1709 року, похований у Савойській каплиці в Лондоні. 1740 року перепохований в Вестмінстерському абатстві.